# 3-Metilfenetilamin
3-Metilfenetilamin (3MPEA) je organsko jedinjenje sa hemijskom formulom C9H13N. 3MPEA je agonist ljudskog TAAR1 receptora. To svojstvo deli sa svojim monometilisanim fenetilaminskim izomerima, kao što su amfetamin (α-metilfenetilamin), β-metilfenetilamin, i N-metilfenetilamin (trag aminima).